# Pseudochiridium kenyense
Espèce
Pseudochiridium kenyense est une espèce de pseudoscorpions de la famille des Pseudochiridiidae.

## Distribution
Cette espèce est endémique du Kenya. Elle se rencontre vers Warges.

## Description
Les mâles mesurent de 1,25 à 1,34 mm.

## Étymologie
Son nom d'espèce, composé de keny[a] et du suffixe latin -ensis, « qui vit dans, qui habite », lui a été donné en référence au lieu de sa découverte, le Kenya.

## Publication originale
- Mahnert, 1982 : Die Pseudoskorpione (Arachnida) Kenyas 2. Feaellidae; Cheiridiidae. Revue Suisse de Zoologie, vol. 89, no 1, p. 115-134 (texte intégral).